# Habronattus americanus
Habronattus americanus är en spindelart som först beskrevs av Eugen von Keyserling 1884 [1885.  Habronattus americanus ingår i släktet Habronattus och familjen hoppspindlar. Inga underarter finns listade i Catalogue of Life.